# Cadillac (Gironda)
Cadillac é uma comuna francesa na região administrativa da Nova Aquitânia, no departamento da Gironda. Estende-se por uma área de 5,44 km². Em 2010 a comuna tinha 2 846 habitantes (densidade: 523,2 hab./km²).